# Coryphella verrucosa
Flabelline rouge, Nudibranche rouge, Flabelline verruqueuse
Espèce
Synonymes
- Aeolidia verrucosa M. Sars, 1829[2]
- Coryphella mananensis (Stimpson, 1853)
- Coryphella pseudoverrucosa Martynov, Sanamyan & Korshunova, 2015
- Coryphella robusta Trinchese, 1874
- Coryphella rufibranchialis (Johnston, 1832)
- Coryphella rufibranchialis chocolata Balch, 1908
- Coryphella rufibranchialis mananensis (Stimpson, 1853)
- Coryphella rufibranchialis var. chocolata Balch, 1909
- Eolidia embletoni G. Johnston, 1835
- Eolidia verrucosa M. Sars, 1829
- Eolis diversa Couthouy, 1839
- Eolis mananensis Stimpson, 1853
- Eolis rufibranchialis G. Johnston, 1832
- Flabellina pseudoverrucosa (Martynov, Sanamyan & Korshunova, 2015)
- Flabellina verrucosa (M. Sars, 1829)[3]

Coryphella verrucosa, la Flabelline rouge, est une espèce de nudibranches de la famille des Coryphellidae. Cette petite limace de mer blanc translucide aux cérates rouges ou bruns vit dans les eaux froides du nord de l'océan Atlantique. Hermaphodite comme tous les nudibranches, elle dépose en été un cordon en spirale composé de milliers d’œufs blancs desquels éclosent des larves véligères.

## Taxinomie et étymologie
L'espèce a été décrite pour la première fois par le naturaliste norvégien Michael Sars en 1829. L'épithète spécifique « verrucosa » fait référence aux cérates inhabituellement courts et ressemblant à des verrues de l'holotype étudié par Sars,. L'histoire taxinomique de l'espèce est confuse puisque des spécimens de différentes couleurs ont été successivement considérés en tant qu'espèces nouvelles,.
En 2017, la famille des Flabellinidae à laquelle elle appartenait a été revue et la Flabelline rouge a été replacée dans la famille des  Coryphellidae et renommée Coryphella verrucosa. Le nom Flabellina verrucosa n'est plus valide.

## Distribution et habitat
L'espèce est décrite à partir d'un spécimen collecté en Norvège, où elle est commune entre 2 et 10 m de profondeur. Sa localité type est Bergen, en Norvège. On pense actuellement qu'elle est répandue dans l'Atlantique Nord, mais que les spécimens trouvés dans le Pacifique Nord sont une espèce étroitement apparentée.
Dans l'Atlantique ouest, sa distribution s'étend de l'Arctique jusqu'au Cap Cod, au Massachusetts ; elle comprend l'estuaire du Saint-Laurent, le golfe du Maine, le littoral sud de la Nouvelle-Angleterre ainsi que le littoral du Groenland. Dans l'Atlantique est, l'espèce se rencontre autour de l'Islande, des îles Féroé et Britanniques, du Spitzberg, dans les mers de Barents et de Kara, sur les côtes norvégiennes ainsi que sur les côtes bretonnes (notamment à l'île de Groix),.
Les spécimens de Colombie-Britannique et de l'Alaska diffèrent considérablement par leur couleur et sont probablement une espèce sœur, décrite comme Coryphella longicaudata O'Donoghue, 1922. Coryphella pseudoverrucosa (en) a récemment été décrite comme une espèce distincte du Pacifique nord-ouest,.
La Flabelline rouge a été observée sur des substrats rocheux et sableux où poussent des algues. Elle affectionne les zones semi-abritées mais exposées aux courants marins et situées à des profondeurs comprises entre la zone intertidale et 33 m environ, ; certaines sources évoquent un biotope plus large qui se prolongerait jusqu'à 300 m sous la surface.

## Description
Un spécimen adulte de C. verrucosa mesure entre une quinzaine et 35 mm de longueur, voire 60 mm au maximum,. Le corps blanc et généralement translucide se termine par une longue queue pointue portant une ligne blanc opaque, parfois cachée par les cérates. Les longs tentacules buccaux et les rhinophores sont d'une couleur similaire à celle du corps : ils ont une tache blanc opaque à leurs extrémités. Cependant, les tentacules ont parfois une teinte rosée, et les rhinophores sont souvent parcourus par une ligne blanche. Les cérates sont habituellement organisés en bouquets serrés au sein de 5 à 7 rangées transversales de chaque côté du dos. Ils laissent voir une extension de la glande digestive : celle-ci leur confère une coloration comprise entre le brun, le marron foncé, le rouge ou l'orangé. À certains endroits, la glande digestive des cérates est rouge tandis qu'à d'autres, les cérates avec une glande digestive brune prédominent, bien que l'on sache que la couleur de la glande digestive chez les Coryphellidae dépend de leur régime alimentaire. Il existe également des variations considérables dans la coloration des extrémités des cérates, allant d'anneaux brisés étroits (forme F. rufibranchialis) à de larges bandes blanches, jusqu'au blanc recouvrant presque leurs extrémités dans la forme typique. Comme dans la description originale de Sars, les cérates peuvent parfois être plus courts,.
Les fins tentacules buccaux sont généralement plus longs que les rhinophores, qui sont lisses ou rugueux. La tête est petite et moins large que le pied. Les tentacules pédieux qui s'étendent aux coins antérieurs sont deux fois moins large que le pied lui-même.
Ce nudibranche ressemble en apparence à Microchlamylla gracilis et à de nombreuses autres espèces de la famille des Flabellinidae.

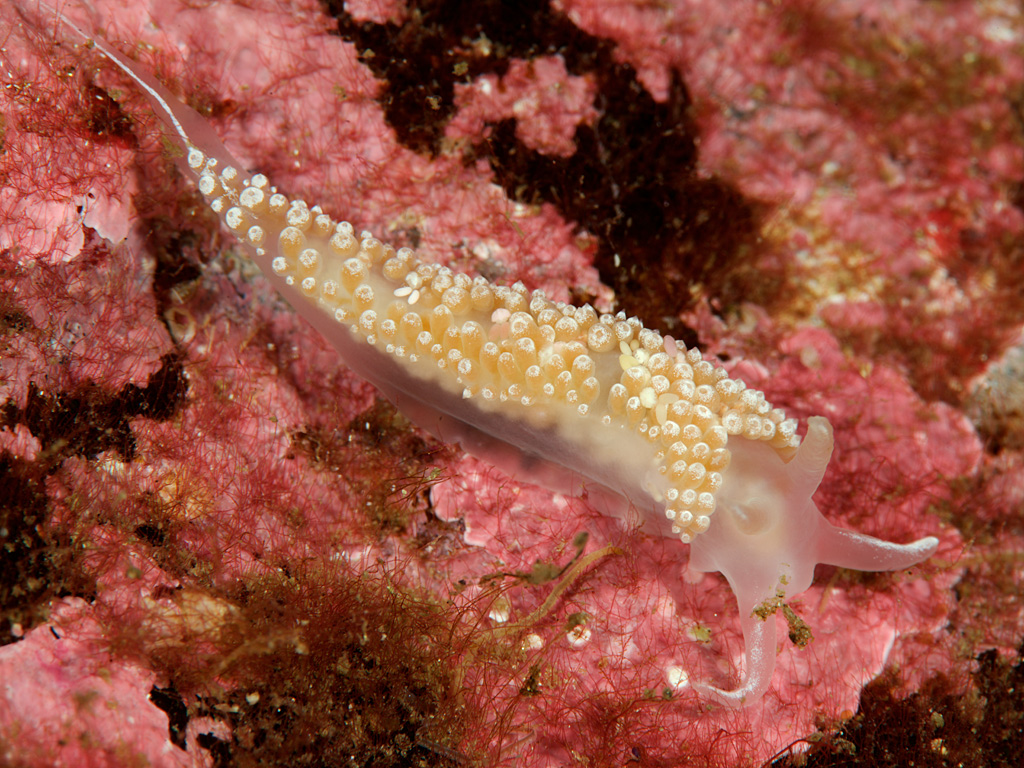
Observé à proximité de Gulen, en Norvège.
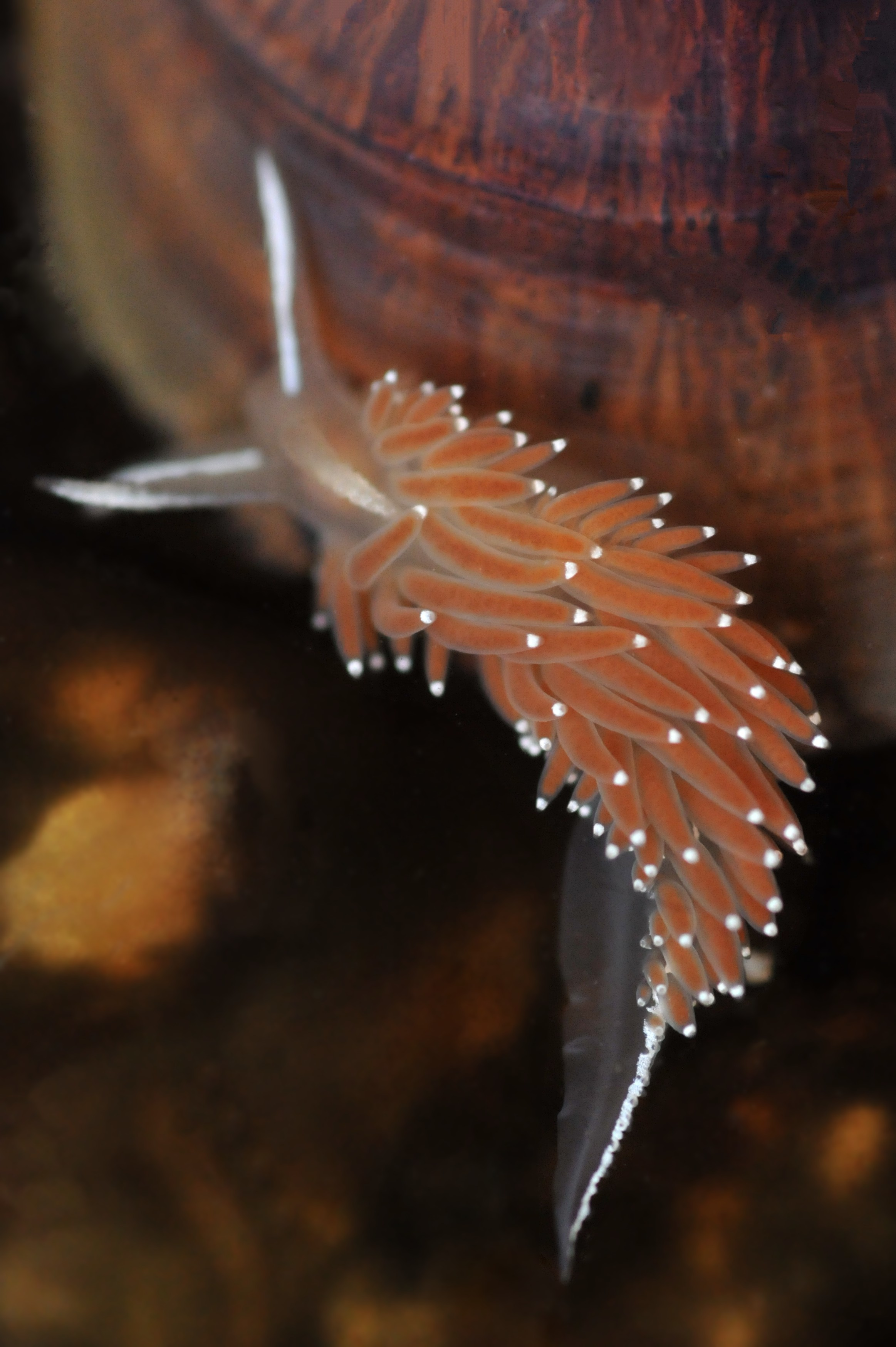
C. longicaudata en Colombie-Britannique.
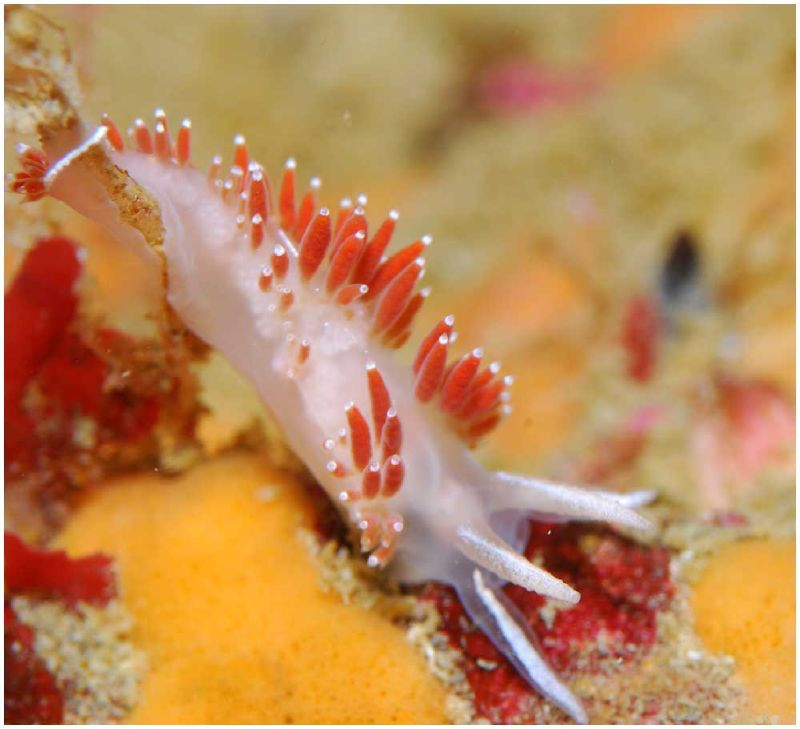
C. longicaudata dans le parc national des Kenai Fjords, en Alaska.

### Distinction entreC. verrucosaet des espèces proches
La diversité des couleurs et des formes de C. verrucosa peut entraîner des confusions avec d'autres espèces. La taille permet de différencier F. verrucosa de Microchlamylla gracilis, puisque la première est environ deux fois plus grande. F. gracilis porte également une encoche en forme de V sur la tête, et la glande digestive donne une coloration brun-vert aux cérates. F. browni se distingue par un grand anneau blanc à l'extrémité des cérates et par l'absence de teinte rose sur les rhinophores. F. nobilis présente des papilles sur les rhinophores, les cérates ne sont pas distinctement séparés. F. pellucida possède de longs cérates à l'apparence hirsute,.

## Écologie

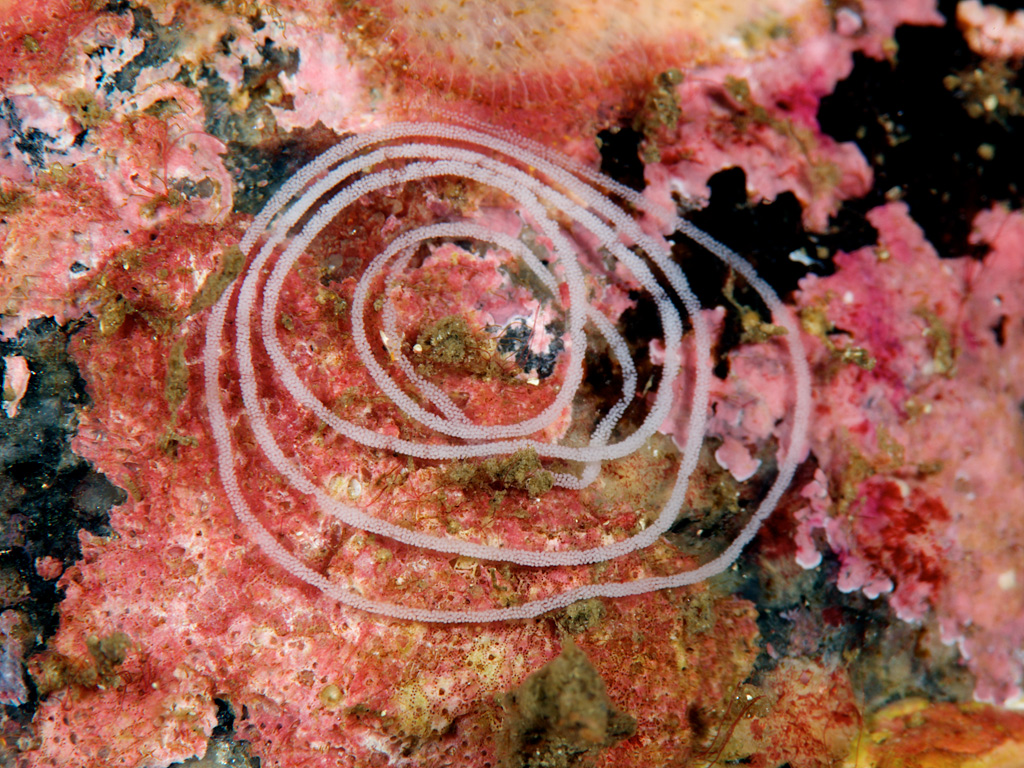
La ponte déposée sur le substrat par F. verrucosa.

En Norvège, la Flabelline rouge est commune à des profondeurs de 2 à 10 mètres. La profondeur minimale enregistrée est de 0 m et la profondeur maximale de 183 m. Flabellina verrucosa au sens large a été signalée à des profondeurs atteignant environ 300 mètres et semble peupler à la fois des habitats sablonneux et rocheux.
Coryphella verrucosa broute des invertébrés sessiles sur le fond marin, notamment plusieurs espèces d'hydrozoaires, principalement des genres Tubularia, Obelia et Hydractinia. Il se nourrit aussi de déchets organiques et de plancton. Au Royaume-Uni, les adultes vivent presque exclusivement sur une hydrozoaire, la Grande tubulaire (Tubularia indivisa), tandis que les juvéniles ont un régime alimentaire plus large. Le botrylle étoilé compte aussi parmi les proies qu'elle attaque grâce à sa radula,.
Comme la plupart des autres nudibranches éolidiens, C. verrucosa a la capacité d'incorporer des nématocystes de sa proie, qui traversent son système digestif sans être abimés et sont envoyés dans le tissu de ses cérates. Ils sont ensuite utilisés pour sa propre défense. Il a été découvert expérimentalement que lorsque le nudibranche était maintenu à proximité de certains prédateurs tels que l'étoile solaire commune (Crossaster papposus), la tanche-tautoguee (Tautogolabrus adspersus) et le crabe vert (Carcinus maenas), il incorporait plus de nématocystes qu'il ne le fait dans un environnement sans prédateurs. La tenue très colorée de C. verrucosa pourrait servir d'avertissement à ses éventuels prédateurs (coloration aposématique).
C. verrucosa est hermaphrodite, chaque spécimen possédant les deux sexes, mais il n'y a pas d'autofécondation. Avant l'accouplement, deux adultes se livrent à un rituel de toucher élaboré qui a d'abord été considéré comme un comportement agonistique. Les tentacules se touchent et sont ensuite retirés à plusieurs reprises et il y a des morsures, des assauts et des mouvements de côté. L'accouplement lui-même s'effectue tête-bêche, les flancs droits se touchant. Il est très rapide. Les deux partenaires sont fécondés. Les œufs sont pondus par milliers en un cordon gélatineux soigneusement enroulé en spirale sur le fond marin. L'éclosion survient après une dizaine de jours. Les larves véligères dérivent ensuite avec le plancton dont elles se nourrissent, et finissent par se laisser tomber sur le fond marin.